# Falam (Mianmar)
Falam (birmanês:  ဖလမ်းမြို့; hpa. lam: Mrui.) é uma cidade do noroeste da Birmânia, perto da fronteira oeste com o estado indiano de Mizoram. A cidade foi fundada pelos britânicos em 1892 e tornou-se uma base importante para o domínio britânico das colinas de Chin. Após a formação do estado de Chin, foi a capital até que os locais administrativos foram transferidos para Hakha em 1974. Ainda é a capital regional do distrito de Falam e da aldeia de Falam. Falam é a sede de várias organizações importantes. A Convenção Batista Chin (CBC) tem sua sede em Falam. A população, em 2014, era de 9.529 habitantes.
As pessoas que viajam pela cidade seguem pela Estrada Kalay-Falam-Hakha. A primeira escola estabelecida no estado de Chin é a n.º 1 do ensino médio em Falam. Muitos dos edifícios em Falam refletem a ocupação britânica e seu status anterior como capital do estado.

## Perspectiva histórica
O nome Falam originou-se de Fa-hlam, da língua Taisun de uma das tribos em Chin. Falam era uma aldeia criada e fundada pela tribo Taisun. Taisun era uma das tribos mais fortes das colinas do norte de Chin e era a principal tribo que colaborou com outras tribos contra o domínio britânico na história de Chin.

## Clima
| Dados climáticos para Falam, Myanmar (1981–2010) | Dados climáticos para Falam, Myanmar (1981–2010) | Dados climáticos para Falam, Myanmar (1981–2010) | Dados climáticos para Falam, Myanmar (1981–2010) | Dados climáticos para Falam, Myanmar (1981–2010) | Dados climáticos para Falam, Myanmar (1981–2010) | Dados climáticos para Falam, Myanmar (1981–2010) | Dados climáticos para Falam, Myanmar (1981–2010) | Dados climáticos para Falam, Myanmar (1981–2010) | Dados climáticos para Falam, Myanmar (1981–2010) | Dados climáticos para Falam, Myanmar (1981–2010) | Dados climáticos para Falam, Myanmar (1981–2010) | Dados climáticos para Falam, Myanmar (1981–2010) | Dados climáticos para Falam, Myanmar (1981–2010) |
| Mês                                              | Jan                                              | Fev                                              | Mar                                              | Abr                                              | Mai                                              | Jun                                              | Jul                                              | Ago                                              | Set                                              | Out                                              | Nov                                              | Dez                                              | Ano                                              |
| ------------------------------------------------ | ------------------------------------------------ | ------------------------------------------------ | ------------------------------------------------ | ------------------------------------------------ | ------------------------------------------------ | ------------------------------------------------ | ------------------------------------------------ | ------------------------------------------------ | ------------------------------------------------ | ------------------------------------------------ | ------------------------------------------------ | ------------------------------------------------ | ------------------------------------------------ |
| Recorde alta °C (°F)                             | 28.6 (83.5)                                      | 30.5 (86.9)                                      | 30.7 (87.3)                                      | 32.6 (90.7)                                      | 32.6 (90.7)                                      | 32.2 (90)                                        | 29.0 (84.2)                                      | 29.0 (84.2)                                      | 29.5 (85.1)                                      | 30.8 (87.4)                                      | 29.5 (85.1)                                      | 27.0 (80.6)                                      | 32.6 (90.7)                                      |
| Média alta °C (°F)                               | 20.4 (68.7)                                      | 21.9 (71.4)                                      | 24.7 (76.5)                                      | 26.7 (80.1)                                      | 25.6 (78.1)                                      | 24.1 (75.4)                                      | 23.6 (74.5)                                      | 23.4 (74.1)                                      | 23.6 (74.5)                                      | 23.9 (75)                                        | 21.8 (71.2)                                      | 20.3 (68.5)                                      | 23.3 (73.9)                                      |
| Média baixa °C (°F)                              | 8.0 (46.4)                                       | 9.9 (49.8)                                       | 13.0 (55.4)                                      | 15.4 (59.7)                                      | 16.5 (61.7)                                      | 17.5 (63.5)                                      | 17.5 (63.5)                                      | 17.5 (63.5)                                      | 17.0 (62.6)                                      | 15.6 (60.1)                                      | 12.0 (53.6)                                      | 8.6 (47.5)                                       | 14.0 (57.2)                                      |
| Recorde baixa °C (°F)                            | 4.0 (39.2)                                       | 4.0 (39.2)                                       | 7.0 (44.6)                                       | 9.8 (49.6)                                       | 11.5 (52.7)                                      | 12.3 (54.1)                                      | 15.0 (59)                                        | 15.0 (59)                                        | 13.5 (56.3)                                      | 11.6 (52.9)                                      | 7.6 (45.7)                                       | 5.0 (41)                                         | 4.0 (39.2)                                       |
| Precipitação média mm (pol.)                     | 8.4 (0.331)                                      | 11.5 (0.453)                                     | 33.0 (1.299)                                     | 78.9 (3.106)                                     | 161.0 (6.339)                                    | 229.7 (9.043)                                    | 255.2 (10.047)                                   | 261.8 (10.307)                                   | 224.3 (8.831)                                    | 139.1 (5.476)                                    | 53.1 (2.091)                                     | 11.2 (0.441)                                     | 1 467,2 (57,764)                                 |
| Fonte: Instituto Meteorológico Norueguês         |                                                  |                                                  |                                                  |                                                  |                                                  |                                                  |                                                  |                                                  |                                                  |                                                  |                                                  |                                                  |                                                  |

## Ministérios e organizações governamentais
Muitas agências federais mantêm escritórios em Falam, como Silvicultura, Saúde, Agricultura, Alfândega e Educação.